# Karaikudi
Karaikudi  est une ville du district de Sivaganga, dans l'État du Tamil Nadu, dans le Sud de l'Inde.
C'est la ville la plus importante du district de Sivaganga, et elle est connue comme la capitale de la région du Chettinad, qui comprend — outre Karaikudi — 74 autres villages. Chettinad est le pays des Nattukottai Chettiar (Nagarathar), une communauté prospère dans le domaine des affaires et de la banque, dont de nombreux membres ont émigré en Asie du sud ou en Asie du sud-est, en particulier au Sri Lanka, en Birmanie, et au Vietnam, au XIXe siècle et au début du XXe siècle.
Karaikudi tire son nom de ses maisons bien particulières, et connues pour leur construction en pierre calcaire appelée karai vīdu ; le nom provient peut-être aussi d'une plante appelée karai, que l'on trouve en abondance dans la région.
Lors du recensement de 2001, la population de la ville était de 86 422 habitants ; l'agglomération urbaine comptait alors 132 294 habitants.